# Нихон рёики
«Нихон рёики» (яп. 日本霊異記 Нихон рё:ики, «Японские легенды о чудесах») — сборник сэцува, составленный в начале периода Хэйан. Является самым ранним сборником буддийских историй в Японии. Полное название сборника — Нихонкоку гэмпо дзэнъаку рёики (яп. 日本国現報善悪霊異記 Нихонкоку гэмпо: дзэнъаку рё:ики, «Записи о стране Японии и о чудесах дивных воздаяния прижизненного за добрые и злые дела»). Составителем «Нихон рёики» является монах Кёкай из Якуси-дзи.
«Нихон Рёики» это один из древнейших сборников буддийских рассказов, которые предназначались для проповеди в народе.
У нас нет ни одного полного экземпляра «Нихон рёики», все свитки дошли до нас фрагментами.
Памятник состоит из трёх свитков, в начале которых есть вступления. В третьем свитке есть эпилог. Всего в «Нихон Рёики» собрано 116 сэцува.

## Вопрос даты составления
Точная дата написания литературного памятника не ясна, отрывок который что-то об этом может сказать в научной среде признан спорным. В предисловии к третьему свитку говорится о трёх эпохах нынешней кальпы: эпохе истинного закона, фальшивого закона и конца закона. В этом отрывке утверждается, что мы уже живем в эпохе конца закона (по-японски — Маппо), хотя представления о Маппо в куда более широких массах возникли значительно позже, а именно в конце Хэйан, а не в начале, когда был написан «Нихон рёики». О дате написания в этом отрывке говорится так: «ныне 6 год эры Энряку, 236 лет прошло после прибытия Будды, Дхармы и Сангхи».
Согласно этому отрывку «Нихон рёики» написан в эру Энряку (782—805), в 787 году. Но существуют теории, которые говорят о том, что составлен Нихон рёики был в эру Конин (810—824). Согласно этим же теориям, отрывок является поддельным, при этом есть предположение, что даты подделал сам Кёкай. Если этот отрывок действительно говорит правду, то первое упоминание об эсхатологических буддийских идеях в Японии находится именно в «Нихон рёики». Само слово «Маппо» встречается во всём сборнике лишь один раз.

## Биография составителя

### Вопрос доктринальной основы Кёкая
В Хонтё Косо-дэн («Биографии выдающихся монахов»), которую написал монах Сибан, есть скудная и неточная биография Кёкая: в ней нет ни даты рождения, ни даты смерти, доктринальной же основой Кёкая указывается школа Юисики. Сибан написал это только из-за того, что школа Юисики возникла в Якуси-дзи, который продолжал быть центром этой школы еще долгое время. На самом же деле, нельзя сказать, что на момент жизни Кёкая у каждого храма обязательно была только одна школа, которой придерживались все постояльцы. Поэтому говорить о приверженности Кёкая какому-то конкретному направлению японского буддизма трудно.
У Сибана не было полного издания «Нихон рёики», поэтому информация из той части сборника, где Кёкай оставил немного записей о себе, отсутствовала и в «Биографиях». В этой части Кёкай пишет про свои сны, свои трактовки этих снов. Ему снился некий нищий по имени Кёнити, который измерял людей по степени их заслуг. Кёкай посчитал, что Кёнити это богиня Каннон, которая пришла рассказать ему о том, что в каждом человеке сокрыта сущность будды. Был еще один сон, где Кёкай наблюдал от третьего лица, как он умер и как его кремируют. Этому сну он трактовку не приводил. На момент первого сна Кёкай еще был мирянином. Постриг Кёкай принимает уже после второго сна.
Кёкай следовал махаянской максиме «Стремится к мудрости и наставлять всех разумных существ». Согласно тексту самого Кёкая, он хочет показать «пути избавления от зла», «пути творения добра», а также желает, чтобы все мы переродились в «чистой западной земле». Из такого заявления видно, что Кёкаю близки идеи амидаистских школ. Все эти наставления Кёкая предназначены как мирянам, так и монахам.

### Прочая информация о Кёкае
Существует мнение, что Кёкай родом из провинции Кии, в связи с тем, что много рассказов в «Нихон рёики» ссылается на эту провинцию, при этом топонимы в тексте очень подробно и точно описаны. В любом случае, он родился где-то в пределах Кинай (пристоличного региона), так как основная часть историй происходит именно там. Более того, благодаря его подписи, мы знаем, что он был низкого монашеского сана.